# 달래네 집
《달래네 집》은 대한민국의 시트콤이고, 제작은 KBS 2TV이며, 2004년 5월 17일부터 2004년 11월 19일까지 방영되었는데 캐릭터 묘사에도 허덕이는 형편이라 짜임새 있는 이야기를 만들어내지 못했다는 혹평이 있었다.
한편, 이 작품은 당초 <이보다 더 좋을 순 없다>란 제목이었으나 방영에 임박해 바뀌었다.

## 등장 인물

### 용건의 집
- 김용건 - 김용건 역
- 김청 - 김청 역
- 여운계 - 여운계 역
- 김기현 - 김기현 역
- 최자혜 - 최자혜 역
- 박창익 - 박창익 역

### 동물병원 사람들
- 김국진 - 김국진 역
- 이민경 - 이민경 역
- 장대성 - 장대성 역

### 애견 미용실 사람들
- 견미리 - 견미리 역
- 이광기 - 이광기 역

### 동아리방
- 이진건 - 채진건 역
- 최하나 - 최하나 역
- 현영 - 현영 역
- 박민호 - 박민호 역

### 그 외 인물
- 유지인
- 여승혁
- 김예령 : 김마담 역
- 허이재

## 결방 사유
- 7월 14일 - 6시 50분부터 축구 국가대표 평가전 <한국 VS 트리니다드 토바고> 중계 편성 관계로 인간극장은 9시로 이동했고 이 때문에 결방
- 8월 23일 - 8시 25분부터 2004년 하계 올림픽 중계석 여자 핸드볼 <한국 VS 프랑스> 중계 편성으로 결방
- 8월 24일 - 8시 20분부터 2004년 하계 올림픽 중계석 편성으로 결방
- 9월 8일 - 6시 50분부터 2006년 FIFA 월드컵 2차 예선 <한국 VS 베트남> 중계 편성 관계로 인간극장은 9시로 이동했고 이 때문에 결방
- 9월 27일 - 8시 20분부터 추석특집 <폭소가요제> 편성으로 결방
- 9월 28일 - 8시 20분부터 추석특집 <스타 X 파일> 편성으로 결방
- 9월 29일 - 8시 20분부터 추석특집 <풀하우스 스페셜> 편성으로 결방
- 10월 6일 - 2004 U-20 아시아 청소년축구 선수권대회 준결승 <한국 VS 일본> 중계가 연장전까지 가게 되어 결방
- 10월 8일 - 특집 인간극장 편성으로 결방
- 10월 29일 - 2004년 한국시리즈 7차전 < 삼성 라이온즈 VS 현대 유니콘스 > 중계 편성으로 결방
- 11월 1일 - 2004년 한국시리즈 9차전 < 현대 유니콘스 VS 삼성 라이온즈 > 중계 편성으로 결방
- 11월 4일 - 인간극장 '모자유친' 2~3회 편성으로 결방
- 11월 5일 - 인간극장 '모자유친' 4~5회 편성으로 결방